# Synagoge (Küps)

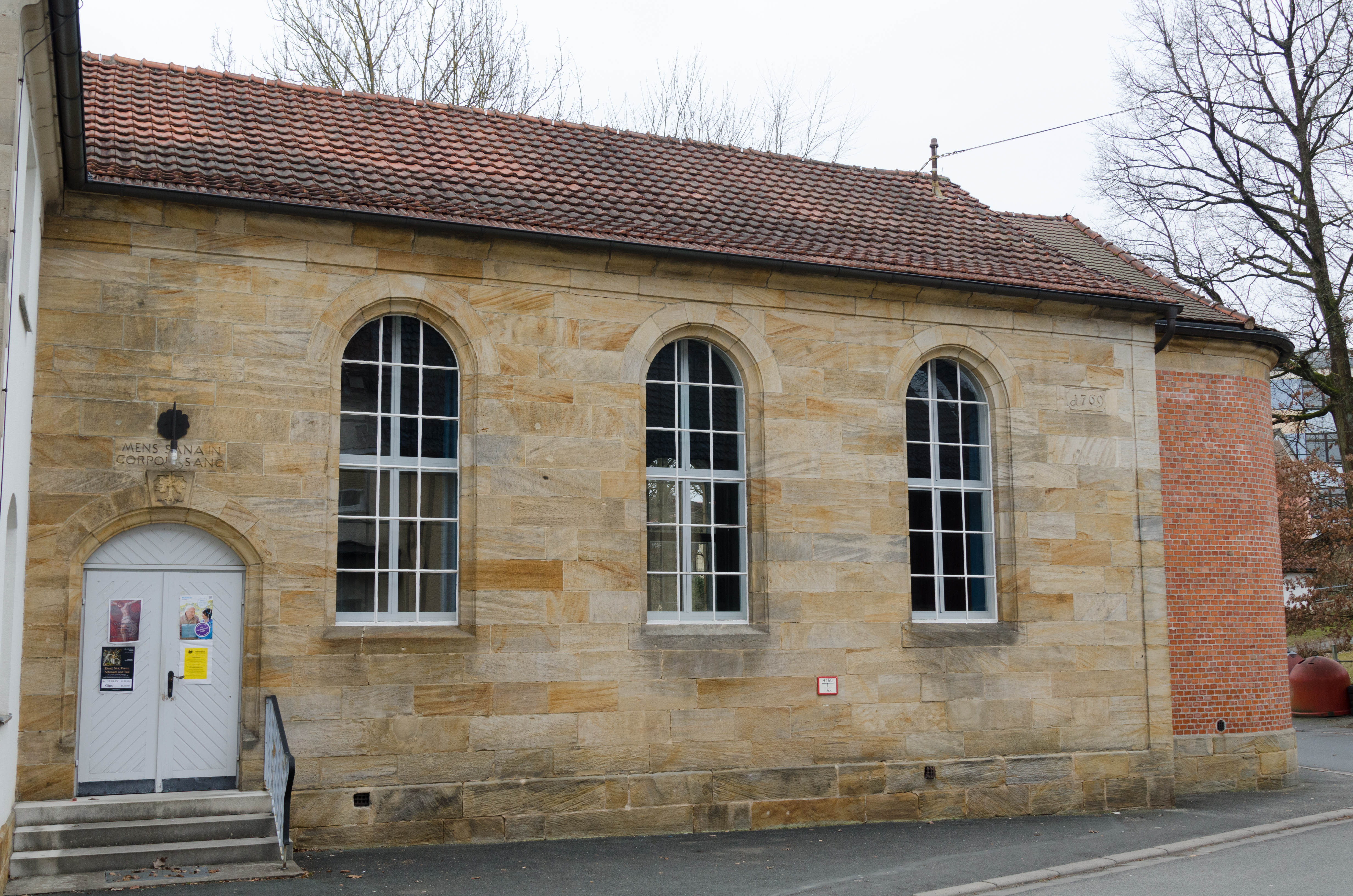
Ehemalige Synagoge in Küps

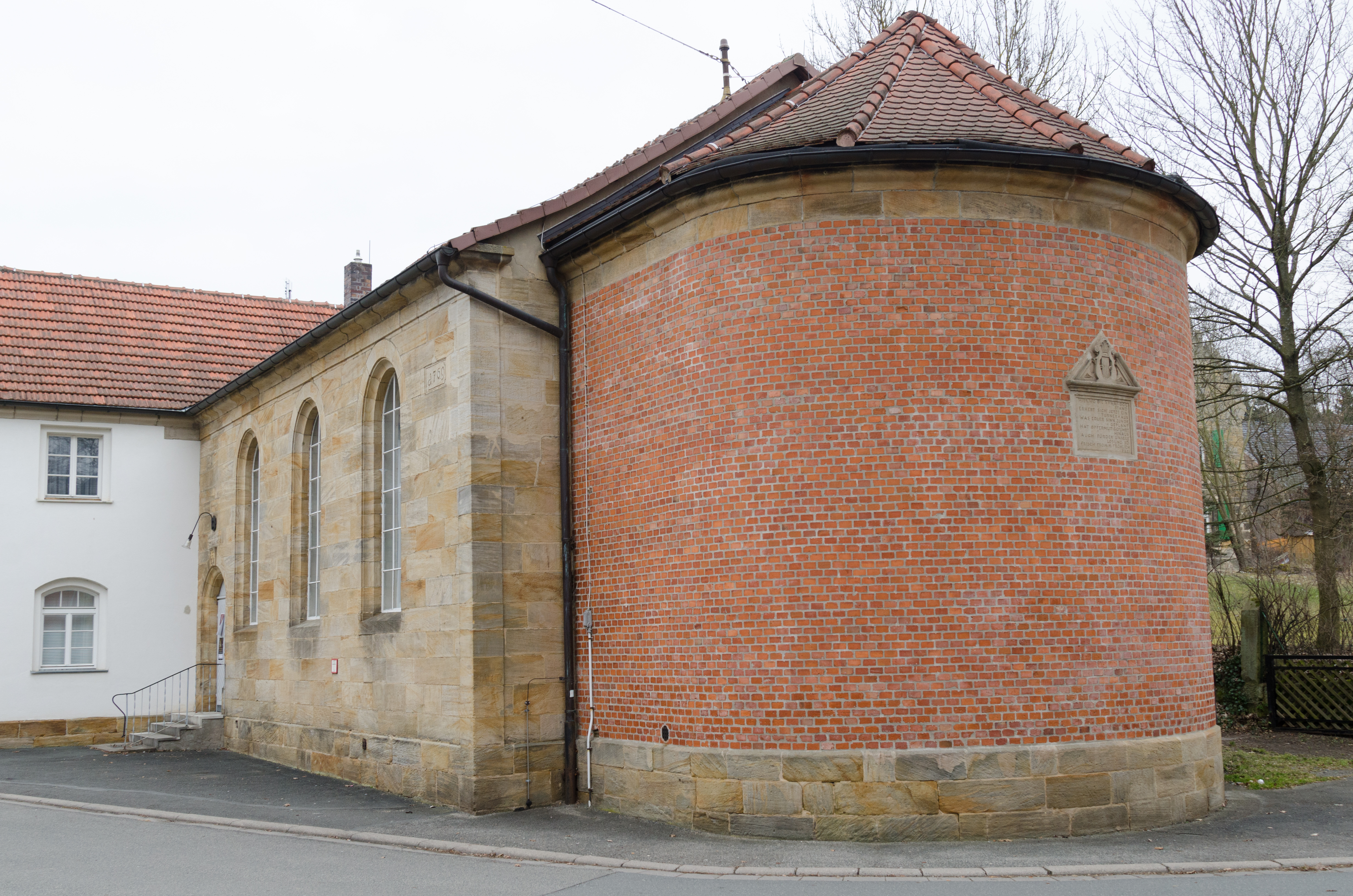
Apsis

Die ehemalige Synagoge in Küps, einer Marktgemeinde im oberfränkischen Landkreis Kronach in Bayern, wurde 1769 an der Stelle eines Vorgängerbaus errichtet. Die profanierte Synagoge ist ein geschütztes Baudenkmal.

## Geschichte
Die Synagoge Am Hirtengraben 1 wurde bis um 1870 genutzt. Ab 1874 wurde das Gebäude als Lagerhaus verwendet. An der Südseite war die Lehrerwohnung angebaut.
Im Jahr 1900 wurde die Synagoge teilweise abgebrochen und an der Stelle eine Turnhalle erbaut, in der ein Teil der Inschriftentafeln der Synagoge angebracht wurden. 
Seit den 1980er Jahren dient das Gebäude als Gemeindehaus der evangelischen Kirchengemeinde und wird als Luthersaal bezeichnet.